# Peru az 1964. évi nyári olimpiai játékokon
Peru a japán Tokióban megrendezett 1964. évi nyári olimpiai játékok egyik részt vevő nemzete volt. Az országot az olimpián 5 sportágban 31 sportoló képviselte, akik érmet nem szereztek.

## Atlétika
Férfi
| Versenyző        | Versenyszám | Előfutam | Előfutam | Előfutam | Negyeddöntő | Negyeddöntő | Negyeddöntő | Elődöntő | Elődöntő | Elődöntő | Döntő   | Döntő    |
| Versenyző        | Versenyszám | Idő      | Hely.    | Össz.    | Idő         | Hely.       | Össz.       | Idő      | Hely.    | Össz.    | Idő     | Helyezés |
| ---------------- | ----------- | -------- | -------- | -------- | ----------- | ----------- | ----------- | -------- | -------- | -------- | ------- | -------- |
| Gerardo di Tolla | 100 m       | 10,99    | 7.       | 57.      | kiesett     | kiesett     | kiesett     | kiesett  | kiesett  | kiesett  | kiesett | kiesett  |
| Gerardo di Tolla | 200 m       | 22,1     | 7.       | 45.      | kiesett     | kiesett     | kiesett     | kiesett  | kiesett  | kiesett  | kiesett | kiesett  |
| José Cavero      | 400 m gát   | 53,7     | 6.       | 29.      |             |             |             | kiesett  | kiesett  | kiesett  | kiesett | kiesett  |

| Versenyző         | Versenyszám | Selejtező | Selejtező | Döntő    | Döntő    |
| Versenyző         | Versenyszám | Eredmény  | Helyezés  | Eredmény | Helyezés |
| ----------------- | ----------- | --------- | --------- | -------- | -------- |
| Roberto Abugattas | Magasugrás  | 195 cm    | 26.       | kiesett  | kiesett  |

## Kerékpározás

### Országúti kerékpározás
| Versenyző    | Versenyszám   | Idő                   | Helyezés |
| ------------ | ------------- | --------------------- | -------- |
| Teófilo Toda | Mezőnyverseny | 4:39:51,83 (+0:00,20) | 84.      |

## Kosárlabda
| Perui férfi kosárlabdacsapat-játékoskeret                                                      | Perui férfi kosárlabdacsapat-játékoskeret                                                       |
| ---------------------------------------------------------------------------------------------- | ----------------------------------------------------------------------------------------------- |
| - Oscar Benalcázar - Enrique Duarte - Luis Duarte - Raúl Duarte - Ricardo Duarte - José Guzmán | - Simon Peredes - Tomás Sangio - Oscar Sevilla - Manuel Valerio - Jorge Vargas - Carlos Vásquez |

### Eredmények
Csoportkör
B csoport
| Csapat                 | M | Gy | V | P+  | P–  | Pk   |
| ---------------------- | - | -- | - | --- | --- | ---- |
| Egyesült Államok (USA) | 7 | 7  | 0 | 569 | 333 | +236 |
| Brazília (BRA)         | 7 | 5  | 2 | 473 | 452 | +21  |
| Jugoszlávia (YUG)      | 7 | 5  | 2 | 529 | 453 | +76  |
| Uruguay (URU)          | 7 | 4  | 3 | 472 | 482 | –10  |
| Finnország (FIN)       | 7 | 3  | 4 | 409 | 475 | –66  |
| Ausztrália (AUS)       | 7 | 2  | 5 | 434 | 460 | –26  |
| Peru (PER)             | 7 | 2  | 5 | 431 | 453 | –22  |
| Dél-Korea (KOR)        | 7 | 0  | 7 | 432 | 641 | –209 |

| 1964. október 11. 10:35 | Peru (PER) | 58 – 50 | Brazília (BRA) |  |
| 1964. október 11. 10:35 | (24–23)    |         |                |  |

| 1964. október 12. 17:30 | Ausztrália (AUS) | 81 – 62 | Peru (PER) |  |
| 1964. október 12. 17:30 | (47–33)          |         |            |  |

| 1964. október 13. 9:00 | Egyesült Államok (USA) | 60 – 45 | Peru (PER) |  |
| 1964. október 13. 9:00 | (37–18)                |         |            |  |

| 1964. október 14. 13:30 | Jugoszlávia (YUG) | 73 – 64 | Peru (PER) |  |
| 1964. október 14. 13:30 | (33–34)           |         |            |  |

| 1964. október 16. 10:30 | Peru (PER) | 84 – 57 | Dél-Korea (KOR) |  |
| 1964. október 16. 10:30 | (41–20)    |         |                 |  |

| 1964. október 17. 17:30 | Finnország (FIN) | 63 – 59 | Peru (PER) |  |
| 1964. október 17. 17:30 | (30–32)          |         |            |  |

| 1964. október 18. 20:30 | Uruguay (URU) | 69 – 59 | Peru (PER) |  |
| 1964. október 18. 20:30 | (29–26)       |         |            |  |

A 13–16. helyért
| 1964. október 20. 15:30 | Kanada (CAN)   | 82 – 81 (h. u.) | Peru (PER) |  |
| 1964. október 20. 15:30 | (43–28, 30–45) |                 |            |  |

A 15. helyért
| 1964. október 22. 14:00 | Peru (PER) | 71 – 66 | Dél-Korea (KOR) |  |
| 1964. október 22. 14:00 | (37–31)    |         |                 |  |

| Csapat     | Helyezés |
| ---------- | -------- |
| Peru (PER) | 15.      |

## Sportlövészet
Férfi
| Versenyző            | Versenyszám           | Pont | Helyezés |
| -------------------- | --------------------- | ---- | -------- |
| Guillermo Cornejo    | Gyorstüzelő pisztoly  | 573  | 34.      |
| Armando López-Torres | Gyorstüzelő pisztoly  | 553  | 43.      |
| Pedro Puente         | Szabadpisztoly        | 494  | 50.      |
| Antonio Vita         | Szabadpisztoly        | 550  | 6.       |
| Javier Caceres       | Sportpuska, fekvő     | 572  | 68.      |
| Oscar Caceres        | Sportpuska, fekvő     | 584  | 49.      |
| Oscar Caceres        | Sportpuska, összetett | 1114 | 30.      |
| Carlos Lastarria     | Sportpuska, összetett | 1086 | 46.      |
| Eduard de Atzel      | Trap                  | 182  | 34.      |
| Enrique Dibos        | Trap                  | 178  | 37.      |

## Úszás
Férfi
| Versenyző                                                  | Versenyszám          | Előfutam | Előfutam | Előfutam | Elődöntő | Elődöntő | Elődöntő | Döntő   | Döntő    |
| Versenyző                                                  | Versenyszám          | Idő      | Hely.    | Össz.    | Idő      | Hely.    | Össz.    | Idő     | Helyezés |
| ---------------------------------------------------------- | -------------------- | -------- | -------- | -------- | -------- | -------- | -------- | ------- | -------- |
| Luis Paz                                                   | 100 m gyors          | 58,5     | 7.       | 51.      | kiesett  | kiesett  | kiesett  | kiesett | kiesett  |
| Luis Paz                                                   | 400 m vegyes         | 5:39,5   | 8.       | 29.      |          |          |          | kiesett | kiesett  |
| Gustavo Ocampo                                             | 200 m pillangó       | 2:31,4   | 6.       | 31.      | kiesett  | kiesett  | kiesett  | kiesett | kiesett  |
| Carlos Canepa                                              | 200 m pillangó       | 2:24,9   | 6.       | 28.      | kiesett  | kiesett  | kiesett  | kiesett | kiesett  |
| Carlos Canepa                                              | 400 m gyors          | 4:44,9   | 5.       | 43.      |          |          |          | kiesett | kiesett  |
| Walter Ledgard, Jr.                                        | 400 m gyors          | 4:50,4   | 7.       | 45.      |          |          |          | kiesett | kiesett  |
| Walter Ledgard, Jr.                                        | 1500 m gyors         | 19:10,3  | 7.       | 29.      |          |          |          | kiesett | kiesett  |
| Augusto Ferrero                                            | 200 m hát            | 2:29,9   | 7.       | 30.      | kiesett  | kiesett  | kiesett  | kiesett | kiesett  |
| Luis Paz Carlos Canepa Augusto Ferrero Walter Ledgard, Jr. | 4 × 100 m gyorsváltó | 4:02,6   | 7.       | 13.      |          |          |          | kiesett | kiesett  |

Női
| Versenyző          | Versenyszám | Előfutam | Előfutam | Előfutam | Elődöntő | Elődöntő | Elődöntő | Döntő   | Döntő    |
| Versenyző          | Versenyszám | Idő      | Hely.    | Össz.    | Idő      | Hely.    | Össz.    | Idő     | Helyezés |
| ------------------ | ----------- | -------- | -------- | -------- | -------- | -------- | -------- | ------- | -------- |
| Rosario de Vivanco | 100 m gyors | 1:09,0   | 8.       | 41.      | kiesett  | kiesett  | kiesett  | kiesett | kiesett  |